# Адиабена
Адиабена е антична държава в Близкия Изток, съществувала от I век пр. Хр. до 116 година.
Разположена е по горното течение на река Тигър в днешен Ирак, около град Арбил. Сатрапия на Ахеменидското царство, през I век пр. Хр. Адиабена се обособява като държава, васална на Партското царство, като през следващите десетилетия за известни периоди е васална и на Армения. В средата на I век владетелите на Адиабена приемат юдаизма и дори подкрепят активно Еврейското въстание в Юдея през 66 – 70 година. През 116 година Адиабена е завладяна от римляните и е включена в провинция Асирия.